# Izquierda Unida
Pour les articles homonymes, voir Izquierda Unida, Gauche unie et IU.
Izquierda Unida (en français : « Gauche unie », IU) est une fédération de partis politique espagnols de gauche formée autour du Parti communiste. Elle est créée en 1986 comme coalition, et prend sa forme juridique actuelle en 1992.

## Histoire

### Refondation
Aux élections générales anticipées du 20 novembre 2011, la Gauche unie remporte 6,9 % des voix, presque le double de son score de 2008, et huit députés, soit sept de plus que trois ans plus tôt. Outre de bons scores dans les circonscriptions de Madrid, où Cayo Lara était tête de liste, et de Barcelone, il remporte des sièges au nord du pays, dans les Asturies, avec Gaspar Llamazares, en Aragon, sur la côte, dans la province de Valence, et au sud, en Andalousie. Le parti arrive quatrième en nombre de sièges, soit deux de mieux que lors du précédent scrutin. D'après le sociologue Laurent Bonelli, le système électoral espagnol favorise les deux grands partis et les partis régionalistes, au détriment notamment d'Izquierda Unida. Il souligne ainsi que lors des élections générales de 2011, il fallait 42 000 voix aux nationalistes navarrais de Geroa Bai pour obtenir un siège au Parlement, 60 000 au Parti Populaire, 64 000 au PSOE et 155 000 à Izquierda Unida.

### Coalition avec Podemos
Sortie affaiblie des élections générales de 2015, où avec un million de voix, elle n'obtient que deux députés, la Gauche unie s’allie à Podemos en vue des élections générales de 2016. Lors de ce scrutin, elle obtient huit sièges de députés et deux de sénateurs.

## Coordonnateurs généraux
- Gerardo Iglesias (1986-1989)
- Julio Anguita (1989-2000)
- Gaspar Llamazares (2000-2008)
- Cayo Lara (2008-2016)
- Alberto Garzón (2016-2023)
- Antonio Maíllo (depuis 2024)

## Résultats électoraux

### Cortes Generales
| Année   | Congrès des députés            | Congrès des députés            | Congrès des députés            | Congrès des députés | Congrès des députés                                 | Sénat   | Gouvernement |
| Année   | Tête de liste                  | %                              | Rang                           | Députés             | Députés élus                                        | Sénat   | Gouvernement |
| ------- | ------------------------------ | ------------------------------ | ------------------------------ | ------------------- | --------------------------------------------------- | ------- | ------------ |
| 1986    | Gerardo Iglesias               | 4,63                           | 5e                             | 7 / 350             | 4 PCE, 1 PCPE, 1 FP et 1 PSUC                       | 0 / 208 | Opposition   |
| 1989    | Julio Anguita                  | 9,07                           | 3e                             | 17 / 350            | 13 PCE, 3 PSUC et 1 PASOC                           | 1 / 208 | Opposition   |
| 1993    | Julio Anguita                  | 9,55                           | 3e                             | 18 / 350            | 13 PCE, 3 PSUC, 1 PASOC et 1 indépendant            | 0 / 208 | Opposition   |
| 1996    | Julio Anguita                  | 10,54                          | 3e                             | 21 / 350            | 12 PCE, 2 PSUC et 4 PDNI, 1 PASOC et 2 indépendants | 0 / 208 | Opposition   |
| 2000    | Francisco Frutos               | 5,45                           | 3e                             | 8 / 350             | 7 PCE et 1 indépendant                              | 0 / 208 | Opposition   |
| 2004    | Gaspar Llamazares              | 4,96                           | 3e                             | 3 / 350             | 2 PCE et 1 indépendant                              | 0 / 208 | Opposition   |
| 2008    | Gaspar Llamazares              | 3,77                           | 3e                             | 1 / 350             | 1 PCE                                               | 0 / 208 | Opposition   |
| 2011    | au sein de La Gauche plurielle | au sein de La Gauche plurielle | au sein de La Gauche plurielle | 8 / 350             | 4 PCE, 1 indépendant, 1 UJCE, 1 IzAb et 1 PCC       | 0 / 208 | Opposition   |
| 2015    | au sein d'Unité populaire      | au sein d'Unité populaire      | au sein d'Unité populaire      | 2 / 350             | 1 PCE et 1 indépendant                              | 0 / 208 | Opposition   |
| 2016    | au sein d'Unidos Podemos       | au sein d'Unidos Podemos       | au sein d'Unidos Podemos       | 8 / 350             | 6 PCE, 2 PCC                                        | 2 / 208 | Opposition   |
| 04/2019 | au sein d'Unidos Podemos       | au sein d'Unidos Podemos       | au sein d'Unidos Podemos       | 6 / 350             | 5 PCE, 1 PCC                                        | 0 / 208 | Opposition   |
| 11/2019 | au sein d'Unidos Podemos       | au sein d'Unidos Podemos       | au sein d'Unidos Podemos       | 6 / 350             | 6 PCE                                               | 0 / 208 | Sánchez II   |
| 2023    | au sein de Sumar               | au sein de Sumar               | au sein de Sumar               | 5 / 350             | 5 PCE                                               | 0 / 208 | Sánchez III  |

### Élections européennes
| Année | Tête de liste                  | %                              | Rang                           | Sièges | Groupe  |
| ----- | ------------------------------ | ------------------------------ | ------------------------------ | ------ | ------- |
| 1987  | Fernando Perez Royo            | 5,25                           | 4e                             | 3 / 60 | COM     |
| 1989  | Fernando Perez Royo            | 6,06                           | 4e                             | 4 / 60 | GUE     |
| 1994  | Alonso Puerta                  | 13,44                          | 3e                             | 9 / 64 | GUE     |
| 1999  | Alonso Puerta                  | 5,77                           | 3e                             | 4 / 64 | GUE/NGL |
| 2004  | Willy Meyer                    | 4,15                           | 4e                             | 2 / 54 | GUE/NGL |
| 2009  | Willy Meyer                    | 3,77                           | 4e                             | 2 / 50 | GUE/NGL |
| 2014  | au sein de La Gauche plurielle | au sein de La Gauche plurielle | au sein de La Gauche plurielle | 3 / 54 | GUE/NGL |
| 2019  | au sein d'Unidas Podemos       | au sein d'Unidas Podemos       | au sein d'Unidas Podemos       | 2 / 54 | GUE/NGL |

## Identité visuelle

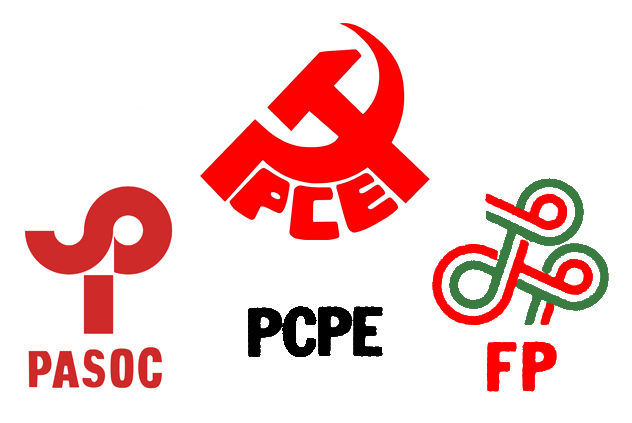
Logo de 1986 à 1988.
Logo de 1988 à 2006.
Logo depuis 2006.